# ホーリートーカー
『ホーリートーカー』（英: Holy Talker）は、綾峰欄人による日本の漫画作品。講談社の漫画雑誌『月刊少年ライバル』2008年5月号（創刊号）から2010年4月号まで連載された。話数表示は「第○節」。タイトルは「聖なる囁き」を意味する。

## 概要
現代の日本を舞台とした悪魔祓いを題材としているダーク・ファンタジー作品であり、ストーリーには世界各地の歴史や民間伝承などの要素（特にキリスト教関連）も織り込められているため、『月刊少年ライバル』に掲載されている作品群の中では比較的対象年齢の高い部類に入る。
2010年2月号から第2部『ホーリートーカー 聖霊を従う者』が開始されたが、4月号掲載の第2部第3節をもって連載休止となった。休載の理由は不明であり、再開時期は未定とされていた。しかし、休載中に掲載誌の『月刊少年ライバル』が休刊となり、移籍等の発表もなく連載再開の目処はたっていない。休載の同時期に、作者は『週刊少年マガジン』にて別作品『鬼若と牛若 Edge of the World』の連載を開始している。なお作者の綾峰は2020年にTwitter上で続編を描くことへの意思を示していたが、講談社のサイト上では本作は完結作品として扱われている。
単行本はライバルKCより既刊6巻。

## あらすじ
東京都に位置する聖白百合学院の生徒会執行部は、高等部の1年生・高山煉瓦を部長とする少年少女によって構成されている。彼らは神々に選ばれた聖母の使徒と呼ばれる存在であり、人間界に跳梁跋扈する邪悪な怪物・悪魔を退ける祓魔師（エクソシスト）としての使命を負っていた。
学院が新学期を迎える4月、入学式を無事に終えた学院内部に悪魔が出現する。煉瓦達執行部員は共に連携して悪魔を封印しようと試みるが、封印に必要な聖杯が突然謎の作用により砕け散り、窮地に立たされる。
煉瓦達の危機を救ったのは、その日学院に編入してきた少年・天草千歳だった。彼の背中に漆黒の翼が出現したかと思うと、煉瓦達が苦戦していた悪魔を一瞬にして消し飛ばしたのだった。千歳の体には、他の悪魔を滅しその魂を喰らう最強の悪魔が憑依していたのである。
千歳の素性に警戒心を抱く煉瓦だったが、人々を悪魔から守ろうとするひたむきな千歳の姿に心を動かされ、徐々に彼のことを仲間として認めていった。千歳を一員に加えた執行部はやがて、魔界の王復活を目論む邪悪な魔人・公爵（シェイド）たちとの戦いに巻き込まれてゆく。

## 登場人物
高山 煉瓦（たかやま れんが）
この物語の主人公。聖白百合学院高等部1年の男子生徒で生徒会執行部部長。身長170cm・体重62kg・8月15日生まれ獅子座の15歳。10年前に両親を亡くし、2歳年下の妹「萌葱」と2人暮らし。日本刀型の神器・武甕槌を武器に悪魔と戦う「使徒」。祓魔師たちを束ねる頼りあるリーダーだが、自他共に認める極度のシスコンでもあり、実の妹である萌葱の裸を見て鼻血を噴出することもある。
性格は乱暴でかなり口が悪いが、義理人情に厚くとても仲間想い。それなりに顔は良いのだが実の妹である萌葱を溺愛するあまり、他の異性にはまるで興味を持っていない。
何かとツキがなく、悪魔に関する事件が起こるたび報告書や始末書に追われるなど苦労が多い。
高山 萌葱（たかやま もえぎ）
この物語のヒロイン。聖白百合学院中等部2年の女子生徒で煉瓦の妹。13歳。兄と同じ執行部に所属しており、学院で行われた中等部・高等部合同入学式では大勢の新入生たちの前で、生徒会を代表して挨拶した。煉瓦や千歳のことを「兄様」「天草様」と呼ぶなど言葉遣いがとても丁寧。優しく慈愛に満ちた心を持つまるで大和撫子のような美少女であるが、かなりドジで天然ボケが入っている。千歳に対しては出会った当初から異性として好意を持っている。
幼い頃に亡くした母親・浅葱（あさぎ）の後を継いで悪魔を祓う存在・聖母となり、その体に流れる聖母の血により、聖杯を創り出す役割を持つ。聖母である萌葱は悪魔にとって最高の獲物であり、常に命を狙われている。
天草 千歳（あまくさ ちとせ）
本作のもう一人の主人公。15歳。フランスのルルドにある「聖ルルド教会」から聖白百合学院に編入してきた神父の少年。ルルド側からの働きかけにより転入試験などは免除されている。煉瓦のクラスメイトで教室での席は隣同士。煉瓦とは逆に温和で物腰の柔らかい性格だが、危機に陥るなどして意識を失うと、その体に秘められた悪魔としての人格が目覚める。悪魔に憑依されていること以外にも高山兄妹のことを以前から知っている、怪我を負っても一瞬で治る、不可思議な力を持つ陶磁器の欠片のようなものを持ち歩いている、などその素性には謎が多い。またどの様な生活しているか不明。
聖白百合学院に転入後間もなく、生徒会執行部への所属を命じられる。当初は武器の類を持っておらず、自身に宿る悪魔の力に頼っていたが、後に煉瓦達と共に戦うために双翼の錫杖と呼ばれる武器を手にするようになった。その代償により天草千歳の存在が消えた。
片翼の悪魔
千歳の肉体に宿る絶大な力を持った悪魔。名前を含んだ素性の一切が謎に包まれており、煉瓦たちからは単に「悪魔」と呼ばれている。千歳はこの悪魔に意識を乗っ取られると銀色の髪が黒く変わり、目の瞳孔が爬虫類のように縦に細くなる。また、背中の左側にのみ漆黒の翼が生え、口調は「儂（わし）は……じゃ」といった古風なものになる。
大人しく誠実な千歳とは異なり、傲岸不遜な性格で萌葱の唇を奪ったり尻を触ったりとセクハラ紛いの行為に及ぶこともある。千歳は自分自身に宿るこの悪魔の存在を知っており、互いに会話をすることもできる。
加賀山 蘇芳（かがやま すおう）
生徒会執行部に入っている高等部1年の男子生徒。15歳。煉瓦、千歳の隣のクラスに所属している。神楽と呼ばれる横笛型の神器から奏でられる音を武器に戦う使徒。性格は冷静沈着で少々キザで皮肉屋なところがあり、極度のシスコンである煉瓦のことを「変態」呼ばわりすることもある。5年前に自分の姉が悪魔に殺されてしまったことから、悪魔を極度に嫌っており、この世から全ての悪魔が消えてなくなれば良いと思っている。趣味は読書で太宰治の『人間失格』などが気に入っている様子。
木下 熨斗目（きのした のしめ）
蘇芳と同じ執行部の女子生徒。13歳。萌葱と同じ中等部2年で教室では隣同士。蘇芳と組んでいる「祝詞」であり、彼のことを「蘇芳様」と呼んでいる。煉瓦や蘇芳の神器によって動きを封じられた悪魔を「聖杯」を使って魔界へ送り返す役割を持つ。耳年増なところがあり、他人の色恋話に目がなく、男性向けの美少女ゲームが好きという変わった一面もある（なお、彼女の所有している美少女ゲームは「全兄向」「CERO 16」といった現実には存在しないレーティングである）。彼女の名「熨斗目」とは江戸時代に流行した着物の柄である「熨斗目模様」のこと。
松東院 涅（まつとういん くり）
聖白百合学院で保険医を務める女性。30歳。煉瓦たち執行部の顧問も務めており、煉瓦や蘇芳からは「涅ちゃん」と呼ばれている。祓魔師を管理する組織からの指令を煉瓦たちに伝える役目を持つ。巨乳で胸の谷間を強調している美女であり、『GetBackers -奪還屋-』で言えば、仲介屋ヘヴンのような存在。祖父は「松東院総合病院」という大病院を経営している。
稲葉 藤黄（いなば とうおう）
先代「聖母の使徒」の一人である老人。先代使徒が創り出した唯一の聖杯・輝変天目の製作者である窯元。「稲葉藤黄」は襲名であり、彼はその10代目に当たる。独自の理論と技術を用いて輝変天目を作り出したが、自分と同じく聖母の使徒だった息子夫婦を亡くしてからは京都に隠居し、酒やギャンブルに浸った荒んだ生活を送っていた。「桔梗」「藤」という名の2人の孫娘がいる。
シンクレア
聖ルルド教会の神父にして、千歳の恩師。千歳に様々な教えを授けており、彼からはとても信頼されている。千歳だけではなく、煉瓦や萌葱とも過去に深い関わりがある様子。
千眼の公爵（せんがん‐ジェイド）
煉瓦達が初めて遭遇した公爵（ジェイド）で、シルクハットとタクシードをした紳士の様な格好している。姿形は人間であるが眼は蟲の様な複眼になっている。笛にもなる杖を所有している。蟲を自在に操り、蟲の眼を通して対象を見ることができる。

## 用語
聖白百合学院（せいしらゆりがくいん）
煉瓦たちが通っている東京都内にある中学校・高等学校一貫教育制の私立学院。物語冒頭で行われた入学式は公式には「第55回」となっているが、実際の創立年は400年以上前らしい。学院の地下には巨大な図書館が設置されており、学院創立以来研究され続けてきた、悪魔に関するおびただしい数の書物が収められている。
学院の校章は剣と百合の花がデザインされたものであり、SIMPLE DANS MA VERTU FORTE DANS MON DEVOIR（フランス語で「徳においては純真に、義務においては堅実に」）という文が書かれている。
悪魔（あくま）
人間の魂を喰らう邪悪な存在。肉体を持ってはおらず、人間や物体に憑依することにより実体化する。憑依された人間や物体は憑代（よりしろ）と呼ばれ、恐ろしい怪物の姿に変貌する。実体を待たない悪魔は直接攻撃しても倒すことはできず、再び新たな宿主に憑依してしまう。そのため「聖杯」と呼ばれる道具を用いて封印し魔界へ送り返さなければならない。
祓魔師（ふつまし）
悪魔を封印し魔界へ送り返す役目を負った人間達。聖母の使徒とも呼ばれる。神器という武器を用いて悪魔の動きを封じる使徒結界と呼ばれる空間を生み出す者を使徒と言い、煉瓦や蘇芳が属する。一方、神に捧げる詞（うた）を唱えることで天使を呼び出す力を持つ者を祝詞（のりと）と呼ぶ。熨斗目は蘇芳と組む祝詞であり、聖母である萌葱も本来は煉瓦の祝詞。5年前に死亡した蘇芳の姉も、蘇芳の祝詞であった。
煉瓦達生徒会執行部は祓魔師を管理する組織の指示により行動している。組織の名は明らかにされておらず、煉瓦達からは単に「上」と呼ばれている。
神器（じんぎ）
煉瓦や蘇芳が操る武器。煉瓦は日本刀の形をした武甕槌（たけみかづち）、蘇芳は横笛の形をした神楽（かぐら）を操る。神器は煉瓦や蘇芳の意思一つでいつでも具現化させたり消失させたりできる。
双翼の錫杖（そうよくのしゃくじょう）
千歳の操る武器。先端部分に白と黒の翼を片方ずつ持つ女性の姿が象られた錫杖。千歳が悪魔との契約によって獲得した。煉瓦や蘇芳の神器と同じく、使い手である千歳の意思によって具現化する。普段は小さく可愛らしい使い魔の姿となって千歳の肩の上に乗っている。
聖杯（せいはい）
現世と魔界を繋ぐ扉を開き、悪魔を魔界に送り還すために必要な道具。京都の楽焼風の椀のような形をしている。熨斗目はこの聖杯に向かって詞を唱えることにより、異界へと通じる扉「三界の門」を開き、天使を召喚する。一度悪魔を封じると聖杯は灰となって消滅してしまうため、悪魔と戦う度に何度も創り直す必要がある。
聖母（せいぼ）
悪魔祓いに必要不可欠となる聖杯を創り出す力を持つ女性。聖母の力を受けた者は「聖母降臨の証」として背中に「聖痕」と呼ばれる傷痕が刻まれている。その体に流れる「聖母の血」を学院内にある「祈りの間」という名の場で「聖母降臨の儀」と呼ばれる儀式を行うことにより取り出し、「聖杯」を創ることができる。儀式は聖母の体に負担をかけ、寿命を短縮させることにも繋がってしまう。
輝変天目（ようへんてんもく）
シンクレアの発案のもと、先代使徒の一人「稲葉藤黄」によって創られたとされる聖杯。通常の聖杯とは異なり、天界の門を常時開くことができ、悪魔を封印しても消滅することがないとされ、聖母の使徒の長きに渡る悲願である聖母の因果を断ち切る成就の希望であったが･･･。
公爵（シェイド）
聖母に神の使徒がいる様に、魔王に仕え魔界の使者で、「魔王の使徒」であり煉瓦たち「聖母の使徒」の宿敵。外見は人間と変わらないがその力は通常の悪魔を遥かに凌ぐ恐るべき魔人。嘗て開かれた魔界の門から現れ先代使徒を壊滅させた。具体的な人数は不明であるが稲葉の回想では13体のシルエットが確認されている。

## 単行本
ライバルコミックス
- 第1巻 ISBN 978-4-06-380006-7（2008年9月4日発売）[3]
- 第2巻 ISBN 978-4-06-380011-1（2008年10月3日発売）[4]
- 第3巻（2009年3月17日発売）[5][6]
  - 限定版（ポストカード5枚付録） ISBN 978-4-06-362137-2
  - 通常版 ISBN 978-4-06-380033-3
- 第4巻（2009年7月17日発売）[7]
  - 限定版（ドラマCD付録） ISBN 978-4-06-937860-7
  - 通常版 ISBN 978-4-06-380059-3
- 第5巻 ISBN 978-4-06-380079-1（2009年11月17日発売）[8]
- 第6巻 ISBN 978-4-06-380102-6（2010年4月30日発売）[9]

## ドラマCD
単行本第4巻限定版付録として製作。原作第1節「片翼の悪魔」、第2節「桜の樹に祈る思い」をドラマ化。
キャスト
- 高山煉瓦：鎌苅健太
- 高山萌葱：中島愛
- 天草千歳：鈴村健一
- 加賀山蘇芳：小野大輔
- 木下熨斗目：戸松遥
- 松東院涅：大原さやか
- 支倉：川澄綾子
- シンクレア：井上倫宏

スタッフ
- 原作：綾峰欄人
- 脚本：沙藤いつき
- 演出：郷田ほづみ